# Clara Klingenström
Clara Klingenström, właśc. Emma Clara Idun Klingenström (ur. 21 lutego 1995 w Visby) – szwedzka piosenkarka i autorka tekstów.

## Życiorys
W 2010 piosenkarka wzięła udział w internetowym konkursie na dzikie karty Melodifestivalen 2011 z piosenką „Mr Lonely Man” i znalazła się wśród 100 najlepszych zgłoszeń. W 2012 wygrała organizowany przez Sveriges Radio P4 na Gotlandii konkurs muzyczny Svensktoppen nästa z utworem „It Makes Me Crazy”.
Wiosną 2019 wydała swój debiutancki singiel „Ensam i en stad”. Na początku grudnia 2020 została ogłoszona uczestnikiem Melodifestivalen 2021 z piosenką „Behöver inte dig idag”. 27 lutego 2021 wystąpiła w czwartym półfinale, po którym zakwalifikowała się do koncertu Drugiej szansy, w którym zwyciężyła rywalizację z Evą Rydberg oraz Ewą Roos i zakwalifikowała się do finału, w którym zdobyła 91 punktów i zajęła 5. miejsce. Utwór stał się przebojem w Szwecji, dotarł do 3. pozycji na szwedzkiej liście przebojów Sverigetopplistan oraz osiągnął status platynowej płyty.
13 sierpnia 2021 piosenkarka wydała, inspirowany osobistymi przeżyciami po śmierci ojca, singel „Liv”, który osiągnął 18. miejsce na listach przebojów iTunes.
W 2021 otrzymała od czytelników dziennika Aftonbladet nagrodę muzyczną Rockbjörnen w kategorii Przełom roku. W tym samym roku wydała swój debiutancki album Claras dagbok, który otrzymał pozytywne recenzje krytyków muzycznych i był przyrównywany między innymi do wczesnej twórczości Laleh.

## Dyskografia
Albumy studyjne
| Rok  | Dane dot. albumu                                                                                        |
| ---- | --- |
| 2021 | Claras dagbok - Wydany: 10 grudnia 2021 - Wytwórnia: Warner Music Sweden - Format: CD, digital download |

Single
| 2019                                               | „Ensam i en stad”         | – |
| 2019                                               | „Engelbrekts väg”         | – |
| 2020                                               | „Sthlm, allt är förlorat” | – |
| 2020                                               | „Sommarminnen”            | – |
| 2020                                               | „Så slut”                 | – |
| 2021                                               | „Behöver inte dig idag”   | 3 |
| 2021                                               | „Liv”                     | – |
| 2021                                               | „Se mig, bara se mig”     | – |
| „–” oznacza, że singel nie był notowany na liście. |                           |   |